# Spaghetti Harvest

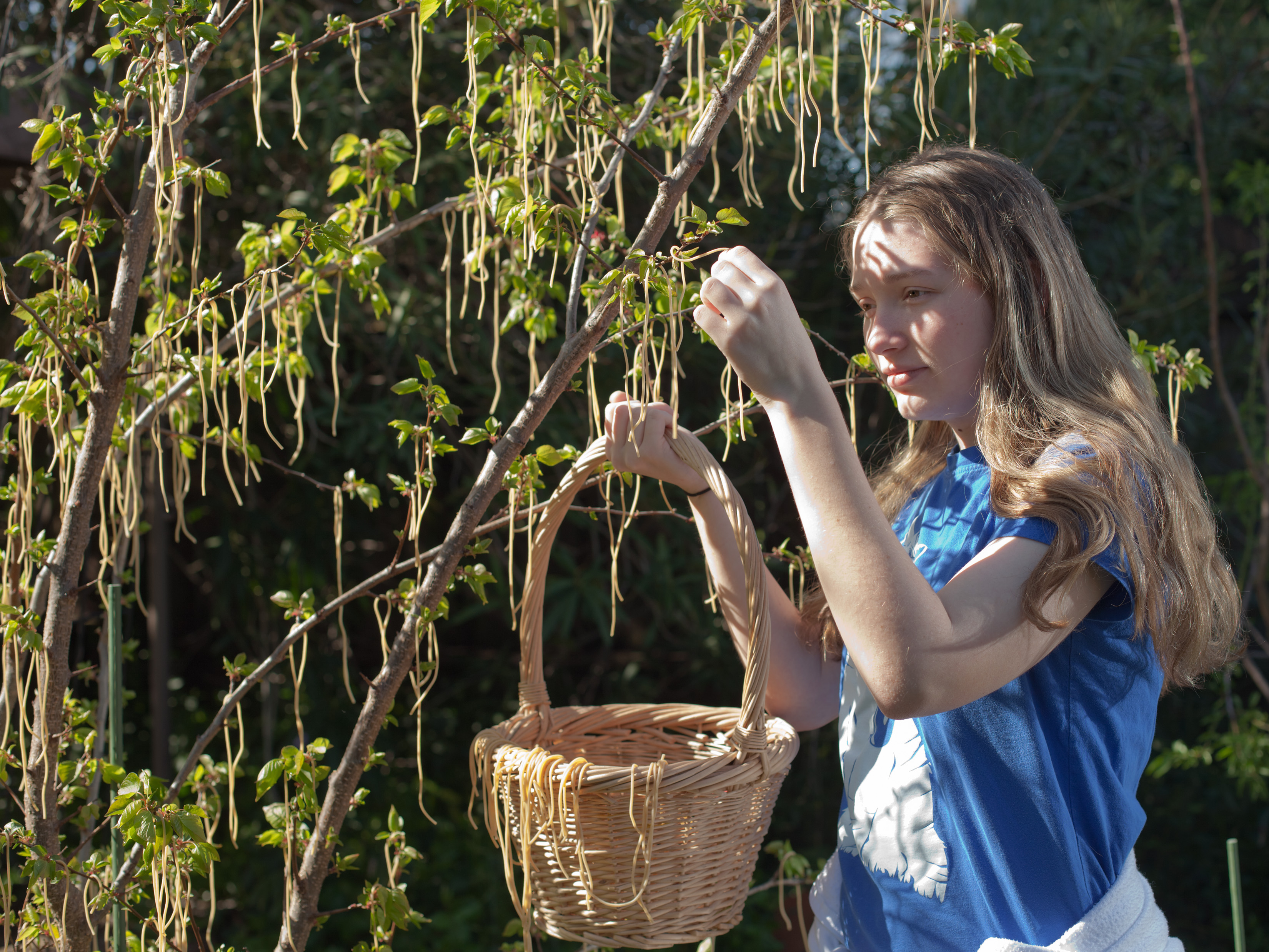
Spaghettiernte (nachgestelltes Bild)

Spaghetti Harvest (Spagetti-Ernte) ist eine 1957 als Episode der Sendung Panorama ausgestrahlte Mockumentary der BBC über das angebliche Ernten von Spagetti im Tessin. Es handelte sich um einen Aprilscherz.
Der Kurzfilm wurde am 1. April 1957 in der BBC-Sendung Panorama ausgestrahlt und zeigt eine vermeintliche Spaghetti-Ernte im Kanton Tessin in der Schweiz. Der damals bekannte Radio- und Fernseh-Sprecher Richard Dimbleby kommentiert die gezeigten Szenen und erzählt unter anderem von der Spaghetti-Industrie in der Schweiz und Italien, den Sorgen der Bauern wegen eventuellem Spätfrost im März und der besonders guten Ernte wegen des milden Winters und des Verschwindens des Spaghettirüsselkäfers. Gedreht wurde in St Albans (England) und in der Schweiz.
Etwa acht Millionen Zuschauer sahen die Sendung und Hunderte von ihnen riefen anschließend bei der BBC an, um zu fragen, ob Spaghetti wirklich auf Bäumen wüchsen; andere wollten sogar erfahren, wie sie diese selbst anbauen könnten. In den 1950er Jahren waren Spaghetti in England nichts Alltägliches und galten als exotische Delikatesse, die man hauptsächlich in Form von Dosen-Nahrung mit Tomatensauce kannte.